# فقر محرک
در زبان‌شناسی، استدلال‌های فقر محرک (انگلیسی: Poverty of the stimulus) استدلال‌هایی هستند که ادعا دارند کودکان در محیط‌های زبانی خود در معرض داده‌هایی به اندازه کافی غنی قرار ندارند که تمام ویژگی‌های زبان خود را اکتساب کنند. استدلال‌های فقر محرک به‌عنوان مدرکی برای دستور جهانی بکار گرفته می‌شوند؛ این مفهوم که حداقل بخشی از ابعاد توانش زبانی ذاتی هستند. اصطلاح «فقر محرک» توسط نوآم چامسکی در سال ۱۹۸۰ ابداع شد. مبانی تجربی و مفهومی آن‌ها همچنان در زبان‌شناسی مورد بحث هستند. این ایده ارتباط نزدیکی با آنچه چامسکی «مسئله افلاطون» می‌نامد، دارد. او این رویکرد فلسفی را در فصل اول دانش زبانی در سال ۱۹۸۶ بیان نمود.